# Mušan Topalović
Mušan Topalović zvani Caco (Sarajevo, 1957. – Sarajevo, 1993.), zapovjednik 10. brdske brigade Armije RBiH. Smatra se odgovornim za ratne zločine počinjene na Kazanima nadomak Sarajeva.  

## Životopis
Mušan Topalović Caco je rođen u Sarajevu 1957. godine. U rodnom gradu je završio osnovnu školu. Nakon male mature, često je dolazio u sukob sa zakonom, pa je često završavao u zatvoru zbog kaznenih djela kao što su: nasilničko ponašanje, krađa, raspačavanje droge, silovanje, remećenje javnog reda i mira.[nedostaje izvor] Svirao je gitaru u glazbenom sastavu. Bio je talentiran glazbenik. Početkom 1990-ih je svirao u restoranu robne kuće Bosna u Sarajevu. Surađivao je za glazbenicima: Nedom Ukraden i Dinom Merlinom.
Početkom rata u Bosni i Hercegovini osnovao je 10. brdsku brigadu Armije RBiH, koja je imala oko 2.000 vojnika. Mušan Topalović i njegovi pripadnici 10. brdske brigade Armije RBiH smatraju se odgovornim za prisilno odvođenje građana Sarajeva na kopanje rovova. Bio je poznat po tome kako je ubijao Hrvate i još više Srbe u Sarajevu. Radilo se o stanovnicima Sarajeva srpske i hrvatske nacionalnosti kasnije i bošnjake koji su živjeli u općinama Stari Grad i Centar Sarajevo. Mahom ih se odvodilo na područje Trebevića kod jame zvane Kazani, a onda je tim ljudima nestao svaki trag. Tijela su bacana u jamu zvanu Kazani ili spaljivana. Zna se za izjavu Mušana Topalovića kako je bosanski islam dobar izvozni proizvod za EU te da će ga u Njemačkoj rado prihvatiti[nedostaje izvor]. Bošnjački politički vrh je znao za njegove zločine (Alija Izetbegović, Sefer Halilović). Kada su se tužitelji MKSJ-a sa sigurnošću uvjerili da neće biti ništa od obećanja Alije Izetbegovića kako će se zločine efikasno istražiti i osuditi odgovore, a pogotovo nakon što su vidjeli farsu od sarajevskih suđenja odgovornim za zločine na Kazanima, istražitelji su Haaškog suda uzeli stvar u svoje ruke.
Topalović je ubijen 26. listopada 1993. godine u Operaciji Trebević 2, odnosno akciji uhićenja po nalogu bošnjačkog političkog vrha i izravne naredbe Alije Izetbegovića. Uhićenje je organiziralo Predsjedništvo RBiH, Armija RBiH i MUP RBiH, pri čemu je poginulo 9 specijalaca pripadnika MUP-a RBiH.
Caco je prvobitno bio ukopan u grobu obilježenim kao N.N. blizu stadiona Koševo. Vlada RBiH je 1996. godine obznanila lokaciju groba i njegovi ostatci su ekshumirani. Dana 2. prosinca 1996. godine izvršen je ukop kojem je prisustvovalo oko 12.000 ljudi iz Sarajeva, većinom bivših članova Zelenih beretki i drugih paravojnih postrojba. Ukop je javno sniman i prenošen, što je oštro osudio general Jovan Divjak, nazvavši ga kao "glorifikaciju gangstera".

## Vanjske poveznice
- Lupiga Ivor Car, Pravda i nepravda, lice i naličje porodice Izetbegović